# Камен Шльонски
Ка̀мен Шльо̀нски (на полски: Kamień Śląski; на немски: Groß Stein) е село в Южна Полша, Ополско войводство, Крапковишки окръг, Община Гоголин. Според Полската статистическа служба към 31 декември 2009 г. селото има 1402 жители.

## Местоположение
Разположено е на около 9 km североизточно от общинския център Гоголин. В непосредствена близост до селото има две големи открити варовикови кариери.

## Забележителности
В Регистъра за недвижимите паметници на Националния институт за наследството са вписани:
- Църква „Яцек Одровонж“ от XVII, в.
- Масов гроб на Силезки въстаници
- Дворцов комплекс от XVII/XVIII в., който включва – дворец, в който се помещава светилището на Св. Яцек, парк, къща, обор.